# باغ شالی
{{جعبه اطلاعات روستای ایرانپکصخفیخدللدکمدککعکخدخمدللدمدکدملزککدخککلسکککسپسککسس
پہسککسکسہکسخخخممسکسکسکسخسکس

|نام‌رسمی=باغ شالی
|روی‌نقشه= 
|عرض‌جغرافیایی =
|طول‌جغرافیایی =
|تصویر= 
|اندازه‌تصویر= 
|برچسب‌تصویر= 
|استان= بوشهر
|شهرستان=دشتی
|بخش=بخش کاکی
|دهستان= کاکی
|نام‌محلی=باغ شلی
|نام‌های‌دیگر=
|نام‌های‌قدیمی=
|سال‌بنیاد=  
|جمعیت = ۴۵ نفر
|رشدجمعیت=
|تراکم‌جمعیت=
|زبان=
|کد آماری=231933
|مساحت=
|ارتفاع= 
|میانگین‌دما=
|میانگین‌بارش‌سالانه=
|شمارروزهای‌یخبندان=
|ره‌آورد=
|پیش‌شماره=
|وب‌گاه=
|جمله‌خوشامد=
|پانویس=
}}
باغ شالی، روستایی است از توابع بخش کاکی در شهرستان دشتی استان بوشهر ایران.

## جمعیت
این روستا در دهستان کاکی قرار داشته و براساس سرشماری سال ۱۳۸۵ جمعیت آن ۴۵ نفر (۱۰ خانوار) بوده‌است.